# Comuna Mîkîtivka, Antrațît
Mîkîtivka (în ucraineană Микитівка) este o comună în raionul Antrațît, regiunea Luhansk, Ucraina, formată din satele Baștevîci, Hannivka și Mîkîtivka (reședința).

## Demografie
Componența lingvistică a comunei Mîkîtivka
     Rusă (50,56%)
     Ucraineană (49,44%)
Conform recensământului din 2001, majoritatea populației comunei Mîkîtivka era vorbitoare de rusă (50,56%), existând în minoritate și vorbitori de ucraineană (49,44%).